# Hermann Boddin

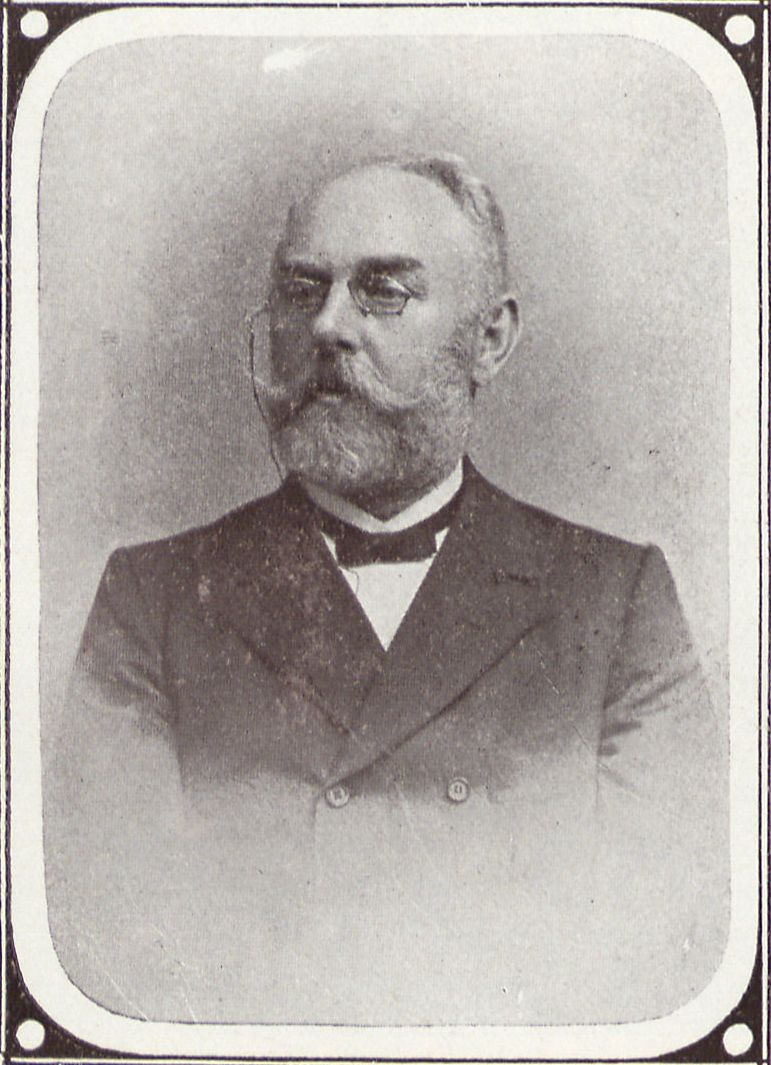
Hermann BoddinOberbürgermeister von Rixdorf

Hermann (Karl Wilhelm) Boddin (* 16. Mai 1844 in Gransee; † 23. Juli 1907 in Rixdorf) war ein deutscher Lokalpolitiker. Von 1874 bis 1899 war er Gemeindevorsteher und von 1899 bis zu seinem Tod Erster Bürgermeister beziehungsweise Oberbürgermeister von Rixdorf bei Berlin. Rixdorf bildet den Kern des heutigen Berliner Bezirks Neukölln und seines gleichnamigen Ortsteils.

## Leben

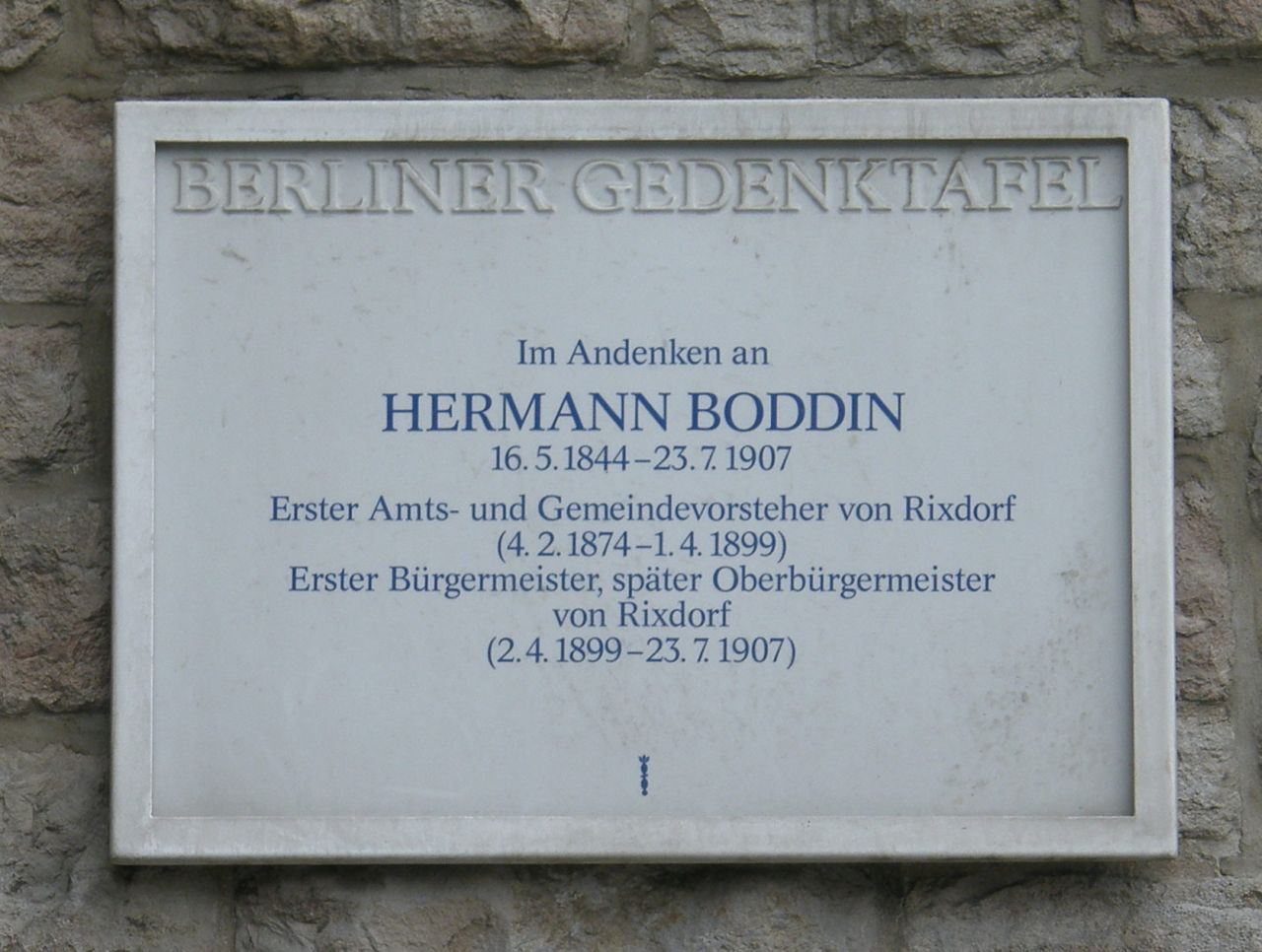
Berliner Gedenktafel für Boddin

Boddin übernahm sein Amt als Gemeindevorsteher bei der Zusammenlegung der beiden Orte Deutsch-Rixdorf und Böhmisch-Rixdorf im Jahr 1874, als die neue Gemeinde etwa 15.000 Einwohner zählte. Bis 1899 – Boddins 25. Amtsjubiläum – war die Einwohnerzahl auf über 90.000 angewachsen. Am 1. April 1899 erhielt Rixdorf, das zu diesem Zeitpunkt – verwaltungsmäßig gesehen – zum größten Dorf Deutschlands angewachsen war, das Stadtrecht. Damit stieg Boddin zum Bürgermeister auf, bei seinem 30-jährigen Amtsjubiläum schließlich verlieh man ihm 1904 den Titel eines Ersten Bürgermeisters und er avancierte dann zum Oberbürgermeister. Dieses Amt übte er bis zu seinem Tod aus.
Rixdorf genoss als Amüsierviertel in Berlin und dem Umland einen etwas zweifelhaften Ruf; davon zeugt das noch heute bekannte, bewusst zweideutige Couplet In Rixdorf ist Musike. Boddin machte es daher zu seinem Anliegen, eine Umbenennung der Stadt zu erwirken, was jedoch seinerzeit nur von Kaiser Wilhelm II. persönlich bewilligt werden konnte. Ein Hintergedanke hierbei war, mit der – erhofften – damit verbundenen Hebung des Images „Bessergestellte“ zum Zuzug in die neuerrichteten Wohnsiedlungen bewegen zu können. Von Boddins Einfluss in der Gemeinde zeugt dabei der Namensvorschlag „Hermannstadt“.
Auch wenn es nicht dazu kam – die „allerhöchste“ Genehmigung für die Umbenennung Rixdorfs erging erst im Januar 1912 –, ist doch im heutigen Neukölln Boddins Name noch immer gegenwärtig.

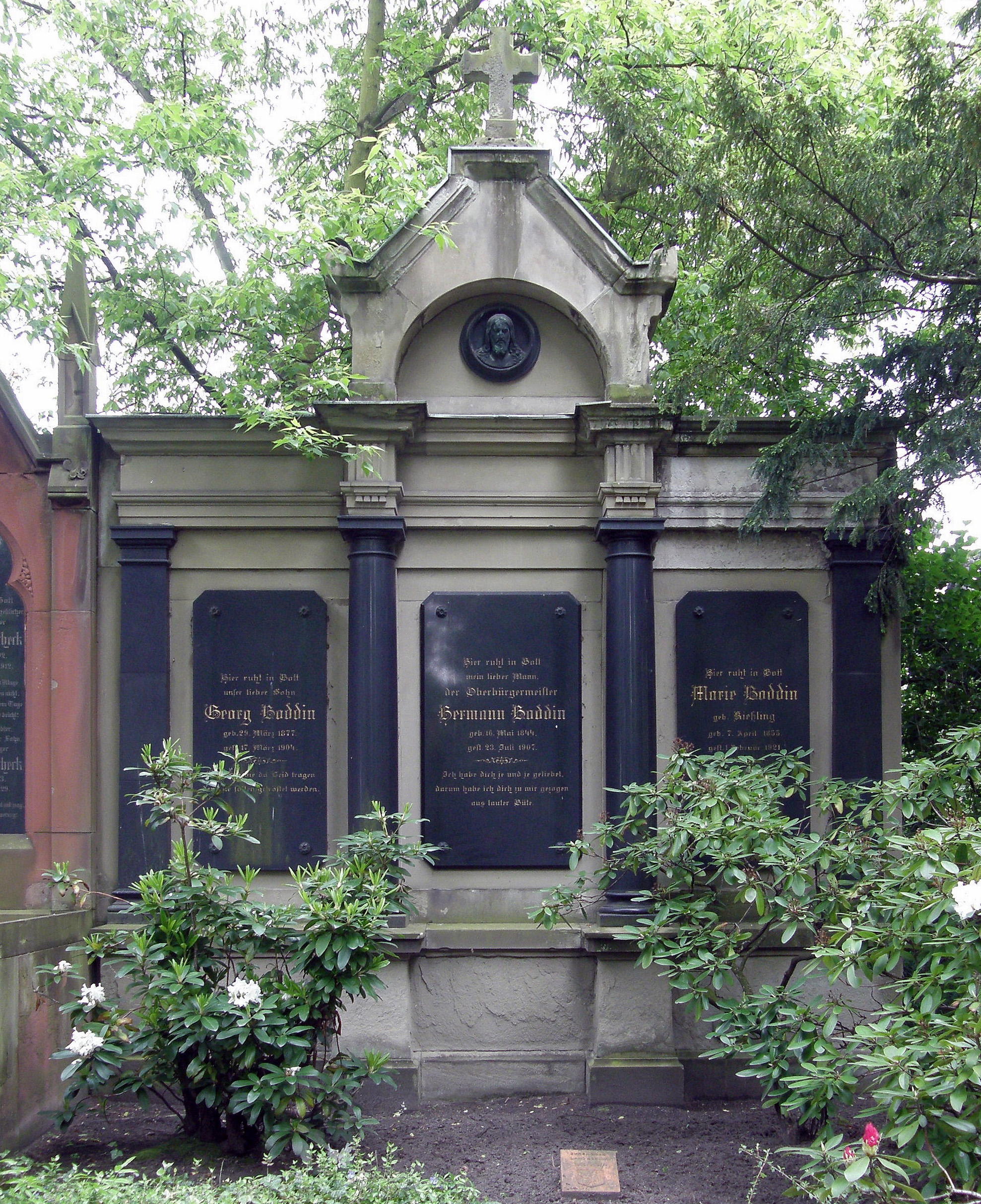
Ehrengrab Hermann Boddins

Da Boddin in die großflächige Erschließung neuer Wohngegenden für „seine“ Gemeinde auch mit privaten Mitteln investierte, ist die Bewertung seines Engagements im Lichte moderner Verwaltungsethik problematisch.

## Ehrungen
Die Stadtverwaltung ehrte Boddin noch zu seinen Lebzeiten, indem der Platz IVa und die vorherige Planstraße Straße 209a am 6. Februar 1903 beziehungsweise am 6. März 1903 in Boddinplatz und Boddinstraße benannt wurden. Später erhielten auch ein U-Bahnhof und eine Schule seinen Namen. Sein Grab auf dem landeseigenen Friedhof Britz I im Ortsteil Britz ist als Ehrengrab der Stadt Berlin ausgewiesen. Gegen Ende des 20. Jahrhunderts ließ die Neuköllner Verwaltung außerdem eine Berliner Gedenktafel am Rathaus Neukölln anbringen.